# Malezas (Mayagüez)
Malezas es un barrio ubicado en el municipio de Mayagüez en el estado libre asociado de Puerto Rico. En el Censo de 2010 tenía una población de 1072 habitantes y una densidad poblacional de 390,84 personas por km².

## Geografía
Malezas se encuentra ubicado en las coordenadas 18°10′2″N 67°6′20″O / 18.16722, -67.10556. Según la Oficina del Censo de los Estados Unidos, Malezas tiene una superficie total de 2.74 km², que corresponden a tierra firme.

## Demografía
Según el censo de 2010, había 1072 personas residiendo en Malezas. La densidad de población era de 390,84 hab./km². De los 1072 habitantes, Malezas estaba compuesto por el 86.57% blancos, el 4.29% eran afroamericanos, el 0.09% eran amerindios, el 0.09% eran asiáticos, el 7.37% eran de otras razas y el 1.59% pertenecían a dos o más razas. Del total de la población el 99.91% eran hispanos o latinos de cualquier raza.